# Fala Comigo
Fala Comigo é um filme brasileiro do gênero drama, lançado em 2016, escrito e dirigido por Felipe Sholl. É estrelado por Tom Karabachian, Karine Teles e Denise Fraga. A história gira em torno do romance entre um adolescente e uma mulher acima dos 40. A produção foi a grande vencedora do Festival do Rio de 2016.

## Sinopse
Diogo (Tom Karabachian) é um adolescente que possui um estranho fetiche: ligar para pacientes de sua mãe, a terapeuta Clarice (Denise Fraga), pois sente prazer. Em um certo dia, Diogo liga para Ângela (Karine Teles), uma mulher de 43 anos recém divorciada. A partir de conversas, eles desenvolvem uma complicada relação por telefone, repleta de curiosidade e de silêncio.

## Elenco
- Karine Teles como Ângela
- Tom Karabachian como Diogo
- Denise Fraga como Clarice
- Emílio de Mello como Marcos
- Anita Ferraz como Mariana
- Daniel Rangel como Guilherme
- Manoela Dexheimer como Paola
- Guilherme Guaral como Geraldo
- Cecilia Hoeltz como Enfermeira
- Daniel van Hoogstraten como Professor

## Recepção

### Crítica especializada
O filme recebeu críticas mistas dos especialistas. No IMDb, possui uma média de 6.4 de 10 com base em 418 avaliações.
André Miranda, em sua crítica para o O Globo, disse: "O elenco talentoso e bastante entrosado permite que Sholl aborde a dificuldade cotidiana de diálogos por que passam pessoas de várias idades e perfis. A melhor cena é o tenso embate entre as personagens de Denise Fraga e Karine Teles..." Dando ao filme 4 estrelas de 5.
Já Miguel Barbieri Jr., crítico da revista Veja avaliou o filme com 3 estrelas de 5, ponderando: "Fala Comigo [...] traz um argumento polêmico e, sem julgamentos morais, enfoca o drama de personagens à deriva na vida. Todos podem estar certos e errados e cabe ao espectador entender os dois lados da razão e da emoção."

### Prêmios e indicações
| Ano  | Prêmio                              | Categoria    | Nomeações    | Resultado | Ref. |
| ---- | ----------------------------------- | ------------ | ------------ | --------- | ---- |
| 2016 | Festival do Rio                     | Melhor Filme | Felipe Sholl | Venceu    |      |
| 2016 | Festival do Rio                     | Melhor Atriz | Karine Teles | Venceu    |      |
| 2017 | Los Angeles Brazilian Film Festival | Melhor Atriz | Karine Teles | Venceu    |      |
| 2018 | Prêmio Guarani de Cinema Brasileiro | Melhor Atriz | Karine Teles | Indicado  |      |